# Adam Jezierski
Adam Jezierski Rogalski (Varsovia, 11 de julio de 1990) es un actor polaco-español. Se dio a la fama interpretando a Gorka en la serie Física o Química, que se emitió en horario de máxima audiencia en Antena 3 desde febrero de 2008 hasta junio de 2011.

## Biografía
Jezierski no estuvo mucho tiempo en Polonia, puesto que cuando tenía 7 años se trasladó con su familia a Madrid, ciudad en la que reside.

## Carrera
Inicia su carrera interpretativa con pequeños papeles en series como Me pones (Telecinco), Cuestión de sexo (Cuatro) o Cuéntame cómo pasó (La 1), además de los cortos Sueños (2003) y Siete (2004). En 2008 interpreta a Gorka, un alumno de Física o química, papel que le hace famoso. Su afición a cantar le llevó a interpretar una de las canciones del disco de Física o química con el grupo Cinco de enero, por ejemplo: "Voy a pasarlo bien"
En cine ha participado en Gordos (2009) de Daniel Sánchez Arévalo, junto a Antonio de la Torre, Raúl Arévalo, Roberto Enríquez, Verónica Sánchez, Leticia Herrero, Pilar Castro, Teté Delgado, Fernando Albizu, María Morales o Maribel Martín. También lo ha hecho en Tensión sexual no resuelta junto a Pilar Rubio, Miguel Ángel Muñoz, Norma Ruiz, Santiago Segura, Fele Martínez o Amaia Salamanca en 2010. Este mismo año participó también en las películas Cruzando al límite, Animales domésticos y Verbo, que se estrenó en 2011 y graba la miniserie Tormenta en Antena 3 (emitida en 2013). Además, en 2010 participó en el videoclip "Por ti" del grupo Sidonie junto a Katia Klein.
En 2011, vuelve a la televisión y participa en un episodio de Ángel o Demonio y regresa a Física o Química con motivo del final de la serie junto al resto de sus compañeros. Ya lo hizo también para el parto de Paula y los dos capítulos finales de la 6.ª temporada. También participó en la adaptación de Cheers para Telecinco, cuya participación no duró más de una temporada, ya que fue cancelada por baja audiencia.
Desde 2012 y hasta 2014, participó en la comedia de Antena 3, Con el culo al aire dando vida a Javi, el hijo del churrero, que participa desde la Temporada 1 hasta la Temporada 3. Desde agosto de 2015 y hasta diciembre de 2016, dio vida a Cristian en la tira diaria de Cuatro, Gym Tony, incorporándose como reparto principal para la temporada 4. En 2016 se interpretó a sí mismo en un capítulo de la serie de Flooxer (posteriormente producida por Netflix) Paquita Salas. En 2017 volvió a interpretar el personaje de Cristián en el Spin-Off de la serie Gym Tony titulada Gym Tony LC en FDF. Ese mismo año participó en la serie La peluquería de Televisión Española dando vida a Andrés en la única temporada que tuvo la serie.
En 2019 participa en la serie de TNT (España) Vota Juan, en la que encarna a Víctor, el asesor del protagonista (a quien da vida Javier Cámara), y que le ha valido la nominación a los Premios Feroz 2020 como mejor actor de reparto en una serie.
Tiene una corta carrera teatral, con intervenciones en la obra De cerca nadie es normal, junto a Silvia Espigado y Paco Maestre (estreno en el Teatro Amaya de Madrid en marzo de 2009), y en el montaje de la obra Yo me bajo en la próxima, ¿y usted? de Adolfo Marsillach, en 2015.
En 2019 interpreta el papel de hermano de Billy en Billy Elliot el musical.
En Los Farad (2023), serie original de Amazon Prime Video, da vida a Hugo Farad, el hijo gay del padre de familia, envuelto en una trama de tráfico de armas en la Marbella de los años 1980. La serie creada por Mariano Barroso y Alejandro Hernández, cuenta en sus papeles principales con Miguel Herrán y Susana Abaitua, que da vida a Sara Farad, hermana de Hugo.

## Filmografía

### Cine
| Año  | Película                                    | Personaje            | Director                | Género            | Duración |
| ---- | ------------------------------------------- | -------------------- | ----------------------- | ----------------- | -------- |
| 2003 | Sueños (cortometraje)                       | Achan                | Daniel Guzmán           | Drama/Infancia    | 10m      |
| 2004 | Siete (cortometraje)                        | Amigo                | Arturo Ruiz Serrano     | Drama             | 12m      |
| 2009 | Gordos                                      | Luis                 | Daniel Sánchez Arévalo  | Drama/Comedia     | 1h 50m   |
| 2010 | Tensión sexual no resuelta                  | Nicolás "Nico" Vidal | Miguel Ángel Lamata     | Comedia           | 1h33m    |
| 2010 | Cruzando el límite                          | Migue                | Xavi Giménez            | Drama             | 1h 30m   |
| 2011 | Verbo                                       | Foco                 | Eduardo Chapero-Jackson | Fantasía/Suspense | 1h 27m   |
| 2011 | Turno de noche (cortometraje)               | Pablo                |                         |                   |          |
| 2012 | Vado Permanente (cortometraje)              | Javi                 | Daniel Bernal           | Drama             | 13m      |
| 2013 | Tres 60                                     | Ruso                 | Alejandro Ezcurdia      | Drama/Misterio    | 1h 38m   |
| 2013 | Blockbuster                                 | Miguel               | Tirso Calero            | Drama/Comedia     | 1h 44m   |
| 2017 | Aprieta pero raramente ahoga (cortometraje) | Daniel               | David Pérez Sañudo      | Misterio          | 15m      |
| 2018 | Jefe                                        | Charly               | Sergio Barrejón         | Comedia           | 1h 29m   |
| 2024 | Pared con pared                             | Nacho                | Patricia Font           | Comedia romántica |          |

### Series de televisión
| Año         | Serie                            | Canal               | Personaje                      | Episodios     |
| ----------- | -------------------------------- | ------------------- | ------------------------------ | ------------- |
| 2007        | Cuéntame cómo pasó               | La 1                | Santi                          | 2 Episodios   |
| 2007        | Hospital Central                 | Telecinco           | Antonio Almenara               | 1 Episodio    |
| 2008 - 2011 | Física o química                 | Antena 3            | Gorka Martínez Mora            | 52 Episodios  |
| 2011        | Ángel o demonio                  | Telecinco           | Jonás                          | 1 Episodio    |
| 2011 - 2012 | Cheers                           | Telecinco           | Yuri Semionov                  | 7 Episodios   |
| 2012 - 2014 | Con el culo al aire              | Antena 3            | Javier "Javi" Colmenarejo Díaz | 36 Episodios  |
| 2013        | Tormenta                         | Antena 3            | Leo                            | 2 Episodios   |
| 2015        | Aula de castigo                  | Vimeo               | Rubén                          | 2 Episodios   |
| 2015 - 2016 | Gym Tony                         | Cuatro              | Cristian                       | 170 Episodios |
| 2016        | Paquita Salas                    | Flooxer             | Él Mismo                       | 1 Episodio    |
| 2017        | La peluquería                    | La 1                | Andrés                         | 118 Episodios |
| 2017        | Gym Tony LC                      | FDF                 | Cristian                       | 60 Episodios  |
| 2019        | Vota Juan                        | TNT España          | Víctor Sanz                    | 8 Episodios   |
| 2020        | Vamos Juan                       | TNT España          | Víctor Sanz                    | 6 Episodios   |
| 2020 - 2021 | Física o químicaː El reencuentro | Atresplayer Premium | Gorka Martínez Mora            | 2 Episodios   |
| 2021 - 2022 | Amar es para siempre             | Antena 3            | Melicarpo Medina               | 243 episodios |
| 2021 - 2022 | Venga Juan                       | HBO España          | Víctor Sanz                    | 5 episodios   |
| 2022        | Señor, dame paciencia            | Atresplayer Premium | Goyito Zaldívar Ramos          | 8 episodios   |
| 2023        | Los Farad                        | Prime Video         | Hugo Farad                     | 8 episodios   |

#### Programas de televisión
| Programas de Televisión | Programas de Televisión | Programas de Televisión | Programas de Televisión | Programas de Televisión                    |
| Año                     | Título                  | Cadena                  | Papel                   | Notas                                      |
| ----------------------- | ----------------------- | ----------------------- | ----------------------- | ------------------------------------------ |
| 2018                    | Tu cara me suena 6      | Antena 3                | Invitado                | Imitando a Dani Martín (El Canto del Loco) |

## Premios y nominaciones
Premios Feroz
| Año  | Categoría                           | Película   | Resultado |
| ---- | ----------------------------------- | ---------- | --------- |
| 2020 | Mejor actor de reparto de una serie | Vota Juan  | Nominado  |
| 2022 | Mejor actor de reparto de una serie | Venga Juan | Nominado  |